# أفني يالتشين
أفني يالتشين (بالتركية: Avni Yalçın)‏ هو ممثل تركي ولد في سنة 1947 في مدينة إسطنبول في تركيا مثل في عدة مسلسلات منها سنوات الضياع وياسمين وتتار رمضان وأحلام بريئة ومثل في فلم الخلاص مع جون فويت.